# Marc-André Fleury
Marc-André Fleury (Sorel-Tracy, Quebec, 28 de novembro de 1984) é um jogador profissional de hóquei no gelo canadense.

## Carreira
Selecionado pelo Pittsburgh Penguins com a primeira escolha geral no recrutamento da NHL em 2003, teve grandes expectativas por parte da torcida, mas demorou algumas temporadas para se consolidar como um goleiro de elite da NHL. Ele começou bem no time, apesar de uma derrota por 3 a 0 para o Los Angeles Kings, pois parou 46 chutes nessa primeira partida, o que o ajudou a conquistar a honraria de novato do mês em outubro de 2003.
Menos de dois meses depois, no entanto, ele foi um dos maiores culpados na derrota da seleção canadense juvenil na final do Mundial Júnior para a seleção norte-americana, com dois "frangos". Logo depois, foi devolvido pelos Penguins ao seu time júnior, na Nova Escócia, antes que atingisse o número mínimo de jogos para acionar uma cláusula em seu contrato que lhe pagaria 3 milhões de dólares. A temporada seguinte foi cancelada pela liga por causa de um locaute, mas ele seguiu no tim de baixo, em Wilkes-Barre, e, visto ainda como um "projeto", o clube contratou o veterano Jocelyn Thibault como garantia. Foi nessa temporada de 2005-06 que Fleury assumiu o posto de titular, quando contusões deixaram Thibault de fora.
A temporada seguinte viu Fleury anotar quarenta vitórias, a melhor marca de sua carreira, e o time alcançou os playoffs pela primeira vez em cinco anos. Em 2007-08 uma contusão fez com que ele perdesse mais da metade da temporada, mas suas atuações especialmente nas três primeiras fases dos playoffs credenciaram-no como o principal responsável pela classificação às finais da Copa Stanley. Entretanto, seus críticos, que incluíam uma parte considerável da torcida de Pittsburgh, só começaram a ser silenciados quando ele foi um dos grandes responsáveis pelo vice-campeonato, especialmente quando ele fez 55 defesas no jogo 5 contra o Detroit Red Wings.
No jogo 5 das finais do ano seguinte, contra os mesmos Red Wings, ele teve uma péssima atuação, sofrendo cinco gols em apenas 21 chutes, e acabou substituído, mas nos dois jogos seguintes teve atuações espetaculares e no jogo 7 defendeu um chute de Nicklas Lidström no último segundo, que garantiria o título para os Penguins, em um lance classificado pelo jornal Pittsburgh Post-Gazette como "icônico".
Fleury ganhou mais dois títulos da Copa Stanley em 2016 e 2017, embora em ambos não tenha jogado a final em si, substituído por Matt Murray. Pouco após a final de 2017, Fleury foi escolhido pelo Vegas Golden Knights para integrar o plantel da equipe que iria entrar na NHL.